# Festival slovenskega filma 2006
9. festival slovenskega filma je potekal od 14. do 17. septembra 2006 v Portorožu (in Piranu). Osrednje prizorišče je bil Avditorij Portorož, kjer so bili prikazani filmi tekmovalnega programa (in vse koprodukcije), informativni program, retrospektiva in posebne projekcije pa so gostovali v piranskem gledališču Tartini. Direktor festivala je bil Jože Dolmark, ki je hkrati opravil tudi vlogo selektorja (izbor tekmovalnega in informativnega programa).
Na festival se je lahko prijavilo dela, ki so bila realizirana v letu pred datumom festivala in še niso bila prikazana na festivalu.

## Nagrade

### Nagrada Metoda Badjure za življenjsko delo
- Peter Zobec

### Vesne – nagrade strokovne žirije festivala
Strokovno žirijo 9. FSF-ja so sestavljali Urban Koder, Roy Menarini in Marko Sosič. Za vesne se je potegovalo 21 filmov (študentski filmi in koprodukciji ne).
| Kategorija                                                      | Prejemnik                                          |
| --------------------------------------------------------------- | -------------------------------------------------- |
| celovečerni film                                                | Kratki stiki (r. Janez Lapajne)                    |
| kratki film                                                     | Rezina življenja (r. Martin Turk)                  |
| režija                                                          | Janez Lapajne (Kratki stiki)                       |
| scenarij                                                        | Janez Lapajne (Kratki stiki)                       |
| glavna ženska vloga                                             | Tjaša Železnik (Kratki stiki)                      |
| glavna moška vloga                                              | Dejan Spasić (Moje male ljubice)                   |
| stranska ženska vloga                                           | Tjaša Ferme (Moje male ljubice)                    |
| stranska moška vloga                                            | Boris Cavazza in Sebastijan Cavazza (Kratki stiki) |
| montaža                                                         | Janez Lapajne in Rok Biček (Kratki stiki)          |
| animacija                                                       | Nejc Saje in Luka Rus (Dvorišče)                   |
| ton                                                             | Boštjan Kačičnik in Jože Trtnik (Kratki stiki)     |
| fotografija – Kodakova nagrada za najboljšo filmsko fotografijo | Mirko Pivčević (Ohcet)                             |
| glasba                                                          | Uroš Rakovec (Kratki stiki)                        |

Pravila so določala, da strokovna žirija podeli nagrade vesna v 8 "glavnih" kategorijah (celovečerni film, kratki film, režija, scenarij, glavna ženska vloga, glavna moška vloga, stranska ženska vloga, stranska moška vloga), poleg tega pa jih lahko podeli še za naslednja tehnična področja:
- montaža
- scenografija
- kostumografija
- animacija
- maska
- ton
- fotografija
- glasba

Žirija ni podelila nagrade za najboljšo scenografijo, kostumografijo in masko. Dobitnik strokovne nagrade festivalske žirije za fotografijo prejme nagrado Kodak (Kodakova nagrada za najboljšo filmsko fotografijo). Žirija bi lahko podelila še priznanje za posebne dosežke, s katerim bi nagradila določeno delo izven zgoraj zapisanih kategorij.

### Nagrada občinstva
- Izginuli (Warchild), r. Christian Wagner

### Ostale nagrade
Nagrada za najboljši študentski film, ki jo podeljuje Infofilm
- Quick View, r. Matjaž Ivanišin

Nagrada revije Stop za najboljšega igralca ali igralko leta
- Jernej Šugman

Nagrada filmskih kritikov FIPRESCI (nagrada žirije Društva slovenskih filmskih kritikov)
- Moje mlade ljubice, r. Matjaž Ivanišin

## Tekmovalni program

### Celovečerni igrani filmi
| Naslov                   | Režija         | Leto |
| ------------------------ | -------------- | ---- |
| Noč                      | Miha Knific    | 2006 |
| Reality                  | Dafne Jemeršič | 2006 |
| Kratki stiki             | Janez Lapajne  | 2006 |
| Trpljenje mladega Igorja | Brane Bitenc   | 2006 |

### Srednjemetražni filmi
Igrani
| Naslov            | Režija          | Leto |
| ----------------- | --------------- | ---- |
| Moje male ljubice | Matjaž Ivanišin | 2005 |

Dokumentarni
| Naslov                                                 | Režija           | Leto |
| ------------------------------------------------------ | ---------------- | ---- |
| Druga generacija                                       | Amir Muratović   | 2006 |
| Američanke                                             | Hanna A. W. Slak | 2005 |
| Glasba je časovna umetnost, LP film Pankrti – Dolgcajt | Igor Zupe        | 2006 |
| Aufbiks!                                               | Miran Zupanič    | 2006 |
| Poročno potovanje                                      | Dražen Štader    | 2006 |
| Hudičeva kolonija                                      | Boris Petkovič   | 2006 |

1. ↑  Natančneje klasificiran kot zgodovinski dokumentarno-igrani film.

### Kratki filmi
Igrani
| Naslov                      | Režija          | Leto |
| --------------------------- | --------------- | ---- |
| Ohcet                       | Petar Pašić     | 2006 |
| Moj sin, seksualni manijak  | Goran Vojnović  | 2006 |
| Totalka                     | Klemen Dvornik  | 2006 |
| Rezina življenja            | Martin Turk     | 2006 |
| Ti si jedini gazda ove kuće | Dimitar Anakiev | 2006 |

Animirani
| Naslov              | Režija          | Leto |
| ------------------- | --------------- | ---- |
| Imperij po naročilu | Zdravko Barišič | 2006 |
| Kdo je za grmom     | Zdravko Barišič | 2006 |
| Tabula rasa         | Matej Kovačič   | 2006 |
| Dvorišče            | Nejc Saje       | 2006 |
| Bizgeci (izbor)     | Grega Mastnak   | 2006 |

1. ↑  Drvarji, Človek, ne jezi se, Čas ljubezni.

### Filmi študentov in študentk AGRFT
| Naslov                         | Režija              | Kategorija          | Leto |
| ------------------------------ | ------------------- | ------------------- | ---- |
| Moji materi                    | Gregor Božič        | kratki igrani       | 2005 |
| Angoraangora                   | Darko Sinko         | kratki igrani       | 2005 |
| Quick View                     | Matjaž Ivanišin     | kratki igrani       | 2005 |
| Barve                          | Jernej Kastelec     | kratki dokumentarni | 2005 |
| Pes, ki je umrl ob pravem času | Alenka Kraigher     | kratki igrani       | 2005 |
| Pop                            | Matevž Luzar        | kratki dokumentarni | 2005 |
| Reka na Poljskem               | Slobodan Maksimović | kratki dokumentarni | 2005 |
| Primer: Vain                   | Urša Menart         | kratki dokumentarni | 2005 |
| Sretan put Nedime              | Marko Šantić        | kratki igrani       | 2005 |
| Ko naju več ne bo              | Florijan Skubic     | kratki igrani       | 2005 |

### Koprodukcije
Na festivalu so bili prikazani tudi štirje koprodukcijski filmi, vsi štirje so bili igrani celovečerci. Dva izmed njih, Izginuli in Karavla, je sofinanciral Filmski sklad Republike Slovenije, zato sta bila uvrščena v tekmovalni program (potegovala sta se vsaj za nagrado občinstva, ne pa tudi za nagrade vesna):
| Naslov              | Režija           | Države                                                  |
| ------------------- | ---------------- | ------------------------------------------------------- |
| Izginuli / Warchild | Christian Wagner | Nemčija · Slovenija                                     |
| Karavla / Karaula   | Rajko Grlić      | Hrvaška · Makedonija · Bosna in Hercegovina · Slovenija |

Druga dva pa sta bila prikazana izven tekmovalnega programa:
| Naslov           | Režija          | Države                         |
| ---------------- | --------------- | ------------------------------ |
| Talec / Kilnieks | Laila Pakalnina | Latvija · Estonija · Slovenija |
| Aporia           | Aris Movsesijan | Srbija · Belgija · Slovenija   |

## Informativni program
| Naslov                                                | Režija                       | Dolžina |
| ----------------------------------------------------- | ---------------------------- | ------- |
| Hočem osvojiti svet – Portret igralke Marije Vere     | Maja Weiss                   | 54'     |
| Prijatelji od daleč                                   | Zemira Alajbegović           | 38'     |
| Kratki film o dolgem filmu                            | Alan Šmit                    | 26'     |
| Tyrannus in nobis                                     | Željko Ivančić               | 3' 24   |
| Izlet                                                 | Aleš Ferenc                  | 46'     |
| Gverilci                                              | Brane Bitenc                 | 60'     |
| Temna stran lune                                      | Franc Arko                   | 45’     |
| Kraljestvo oblakov                                    | Anže Čokl                    | 45'     |
| Sledi pričakovanj                                     | Ivan Merljak                 | 45' 20  |
| Proti toku                                            | Anja Medved                  | 40'     |
| Kamniti velikan                                       | Miran Brumat in Alenka Konič | 19'     |
| Vinopiri: Blutvajnšpricar saga                        | Vitomir Kaučič               | 82'     |
| Kartoše                                               | Peter Beznec                 | 9'      |
| Der Prozess                                           | Uroš Zavodnik                | 22'     |
| Fantje ljubijo sexy noge, dekleta imajo rada sladoled | Matej Ocepek                 | 71'     |
| Gibanje v podobah                                     | Amir Muratović               | 5'      |
| Crisis Tourism Office                                 | Urban Arsenjuk               | 27'     |

## Retrospektiva drugačnega kratkega filma
Retrospektiva je bila posvečena slovenskemu eksperimentalnemu filmu.»Badjurova nagrada gre Petru Zobcu«. 22. avgust 2006. Pridobljeno 22. maja 2021.
| Naslov                                            | Režija            | Leto | Dolžina |
| ------------------------------------------------- | ----------------- | ---- | ------- |
| Volitve v Ustavodajno skupščino DFJ v Ljubljani   |                   | 1945 | 2' 10   |
| Mož z aktovko                                     | Jane Kavčič       | 1952 | 4'      |
| Mrtvaški ples                                     | France Kosmač     | 1957 | 11'     |
| Fantastična balada                                | Boštjan Hladnik   | 1957 | 11' 30  |
| Tovariš telefon                                   | France Kosmač     | 1958 | 12'     |
| Na sončni strani ceste                            | Matjaž Klopčič    | 1959 | 16'     |
| Deklica z rdečim glavnikom                        | Jože Pogačnik     | 1962 | 13' 40  |
| Piknik v nedeljo                                  | Karpo Godina      | 1968 | 12' 30  |
| Beli ljudi                                        | Naško Križnar     | 1970 | 12'     |
| Kraljevi brivec                                   | Jože Bevc         | 1971 | 9' 50   |
| Modri kanarček                                    | France Kosmač     | 1972 | 13'     |
| O ljubavnim veštinama ili film sa 14441 kvadratom | Karpo Godina      | 1972 | 10'     |
| Čarovnik                                          | Franček Rudolf    | 1973 | 11'     |
| Revolucija                                        | Boštjan Hladnik   | 1974 | 12'     |
| Promiskuiteta                                     | Mako Sajko        | 1974 | 7'      |
| Selekcija                                         | Dušan Povh        | 1975 | 12'     |
| Narodna noša                                      | Mako Sajko        | 1975 | 11'     |
| Pogled stvari                                     | Filip Robar Dorin | 1978 | 13'     |
| Ritem dela                                        | Franček Rudolf    | 1979 | 11'     |
| Projekt kras 88                                   | Franci Slak       | 1981 | 8'      |
| Valcer za Tavžentarjeva dva                       | Tine Perko        | 1981 | 5'      |
| Rondo                                             | Grega Tozon       | 1981 | 7' 30   |
| Srečno novo leto                                  | Rajko Ranfl       | 1982 | 8' 40   |
| Romanca ali anatomija sanj                        | Vasko Pregelj     | 1982 | 9'      |
| Mesto                                             | Tugo Štiglic      | 1987 | 11'     |
| Once Upon a Time                                  | Aleš Verbič       | 1989 | 15'     |
| Koza je preživela                                 | Sašo Podgoršek    | 1991 | 9' 30   |

## Posebne projekcije
- Film pred oltarjem, režiser Metod Pevec
- Poklon Boštjanu Hladniku »Izbor golih scen v slovenskih filmih«
- Poklon Karpu Godini »Slike za razonodu«, režiser Dragomir Zupanc

Projekcija filma Slovenija v cameri obscuri Stanka Kostanjevca je bila odpovedana.